# センス・オブ・ジェンダー賞
センス・オブ・ジェンダー賞（センス・オブ・ジェンダーしょう、Sense of Gender 賞）は、前年度の1月1日から12月31日までに刊行されたSF&ファンタジー関連の文学、漫画、映像作品などから広く性差、性別役割というテーマを探求する作品に贈られる文学賞。略称はSOG賞。
ジャンルSFにおいて、ジェンダーの理解をふかめようという意図で創立されたアメリカの文学賞ジェイムズ・ティプトリー・ジュニア賞の日本版として設立された。
主宰はジェンダーSF研究会。ジェンダーSF研究会会員と外部の選考委員、合計5名の最終選考委員の討論及び投票で決定される。発表と授賞式は毎年日本SF大会にて行われる。各年度の最終選考5作品と選考委員の講評はジェンダーSF研究会ホームページで公開される。

## 受賞作品一覧

### 国内部門
| 回数                | 賞                        | タイトル                                                           | 著者                   | 出版社                   |
| ------------------- | ------------------------- | ------------------------------------------------------------------ | ---------------------- | ------------------------ |
| 第1回 （2001年度）  | 大賞                      | スカーレット・ウィザード                                           | 茅田砂胡               | 中央公論社               |
| 第2回 （2002年度）  | 大賞                      | 宇宙生命図鑑                                                       | 小林めぐみ             | 徳間書店                 |
| 第2回 （2002年度）  | 特別賞                    | 両性具有迷宮                                                       | 西澤保彦               | 双葉社                   |
| 第3回 （2003年度）  | 大賞                      | 水晶内制度                                                         | 笙野頼子               | 新潮社                   |
| 第3回 （2003年度）  | 特別賞                    | 大人は判ってくれない 野火ノビタ批評集成                            | 野火ノビタ             | 日本評論社               |
| 第4回 （2004年度）  | 大賞                      | アマゾニア                                                         | 粕谷知世               | 中央公論新社             |
| 第4回 （2004年度）  | 特別賞                    | ブレーメンII 全五巻                                                | 川原泉                 | 白泉社                   |
| 第4回 （2004年度）  | 特別賞                    | エイリアン・ベッドフェロウズ                                       | 小谷真理（辞退）       | 松柏社                   |
| 第5回 （2005年度）  | 大賞                      | 沼地のある森を抜けて                                               | 梨木香歩               | 新潮社                   |
| 第5回 （2005年度）  | 特別賞                    | 大奥 第一巻                                                        | よしながふみ           | 白泉社                   |
| 第5回 （2005年度）  | 話題賞                    | ルサンチマン 全四巻                                                | 花沢健吾               | 小学館                   |
| 第6回 （2006年度）  | 大賞                      | ラギッド・ガール－廃園の天使2                                      | 飛浩隆                 | 早川書房                 |
| 第6回 （2006年度）  | 特別賞                    | 映画『日本沈没』                                                   | 樋口真嗣               |                          |
| 第7回 （2007年度）  | 大賞                      | 犬身                                                               | 松浦理英子（辞退）     | 朝日新聞社               |
| 第7回 （2007年度）  | 特別賞                    | SEX PISTOLS（既刊5巻）                                             | 寿たらこ               |                          |
| 第7回 （2007年度）  | 特別賞                    | チキタ★GuGu（全8巻）                                               | TONO                   |                          |
| 第8回 （2008年度）  | 大賞                      | ヘルマフロディテの体温                                             | 小島てるみ             | ランダムハウス講談社     |
| 第8回 （2008年度）  | 特別賞（功労賞）          | 栗本薫／中島梓                                                     |                        |                          |
| 第9回 （2009年度）  | 大賞                      | ビスケット・フランケンシュタイン                                   | 日日日                 | 学習研究社               |
| 第9回 （2009年度）  | 話題賞                    | ハムレット・シンドローム                                           | 樺山三英               | 小学館                   |
| 第10回 （2010年度） | 大賞                      | 華竜の宮                                                           | 上田早夕里             | 早川書房                 |
| 第10回 （2010年度） | 話題賞                    | スワロウテイル人工少女販売処                                       | 籘真千歳               | 早川書房                 |
| 第11回 （2011年度） | 大賞                      | ななめの音楽I・II                                                  | 川原由美子             | 朝日新聞出版             |
| 第11回 （2011年度） | シスターフッド賞          | 終わり続ける世界のなかで                                           | 粕谷知世               |                          |
| 第11回 （2011年度） | シスターフッド賞          | TVアニメ『魔法少女まどか☆マギカ』                                  | 監督：新房昭之         |                          |
| 第12回 （2012年度） | 大賞                      | 芙蓉千里                                                           | 須賀しのぶ             | 角川書店                 |
| 第12回 （2012年度） | 生涯功労賞                | なのはな                                                           | 萩尾望都               | 小学館及びすべての作品   |
| 第13回 （2013年度） | 大賞                      | 誰に見しょとて                                                     | 菅浩江                 | 早川書房                 |
| 第14回 （2014年度） | 大賞                      | 幽麗塔（全9巻）                                                    | 乃木坂太郎             | 小学館 ビッグコミックス  |
| 第14回 （2014年度） | 少子化対策特別賞          | 殺人出産                                                           | 村田沙耶香             | 講談社                   |
| 第14回 （2014年度） | 人工知能特別賞            | となりのロボット                                                   | 西UKO                  | 秋田書店                 |
| 第15回 （2015年度） | 大賞                      | オメガバース現象                                                   |                        |                          |
| 第16回 （2016年度） | 時を超える賞              | この世界の片隅に                                                   | こうの史代・片渕須直   |                          |
| 第16回 （2016年度） | 未来にはばたけ アイドル賞 | 最後にして最初のアイドル                                           | 草野原々               |                          |
| 第16回 （2016年度） | 特別賞                    | 映画『シン・ゴジラ』 環境省自然環境局野生生物課長補佐 尾頭ヒロミ役 | 市川実日子             |                          |
| 第17回 （2017年度） | 大賞                      | 望むのは                                                           | 古谷田奈月             | 新潮社                   |
| 第17回 （2017年度） | 特別賞                    | BL進化論 ボーイズラブが社会を動かす                                | 溝口彰子               | 太田出版                 |
| 第17回 （2017年度） | 特別賞                    | BL進化論〔対話篇〕ボーイズラブが生まれる場所                       | 溝口彰子               | 太田出版                 |
| 第18回 （2018年度） | 大賞                      | 徴産制                                                             | 田中兆子               | 新潮社                   |
| 第18回 （2018年度） | ベストカップル賞          | ヨメヌスビト                                                       | 九州男児               | オークラ出版             |
| 第19回 （2019年度） | 大賞                      | 月に吠えらんねえ全11巻                                             | 清家雪子               | 講談社                   |
| 第19回 （2019年度） | 特別賞                    | ファミリーランド                                                   | 澤村伊智               | 早川書房                 |
| 第20回 （2020年度） | 大賞                      | 約束のネバーランド                                                 | 白井カイウ・出水ぽすか | 集英社                   |
| 第21回 （2021年度） | 大賞                      | VRおじさんの初恋                                                   | 暴力とも子             |                          |
| 第21回 （2021年度） | 殿堂賞                    | 大奥                                                               | よしながふみ           |                          |
| 第22回 （2022年度） | 大賞                      | 後宮の烏                                                           | 白川紺子               | 全7巻 集英社オレンジ文庫 |
| 第22回 （2022年度） | SF初志貫徹賞              | カラマーゾフの兄妹 オリジナルバージョン                            | 高野史緒               | 盛林堂ミステリアス文庫   |
| 第23回 （2023年度） | 大賞                      | 鬼太郎誕生 ゲゲゲの謎                                              | 古賀豪監督             | 東映アニメーション       |
| 第23回 （2023年度） | 大賞                      | 忘らるる物語                                                       | 高殿円                 | 角川書店                 |

### 海外部門
- 第1回（2005年度）
  - 大賞 - シオドア・スタージョン『ヴィーナス・プラスX』（国書刊行会）
- 第2回（2006年度）
  - 大賞 - アイリーン・ガン『遺す言葉、その他の短篇』（早川書房）
- 第3回（2007年度）
  - 大賞 - ウェン・スペンサー『ようこそ女たちの王国へ』（早川書房）
- 第4回（2008年度）
  - 大賞 - キャロル・エムシュウィラー『カルメン・ドッグ』（河出書房新社）
  - 大賞 - エレン・カシュナー『剣の名誉』（早川書房）
  - 特別賞 - 紀大偉『膜』（作品社）
- 第5回（2009年度）
  - 大賞 - チャイナ・ミエヴィル『ペルディード・ストリート・ステーション』（早川書房）
- 第6回（2010年度）
  - 大賞 - バーナード・ベケット『創世の島』（早川書房）
- 第7回（2011年度）
  - 大賞 - N・K・ジェミシン 『空の都の神々は』（早川書房）
- 第8回（2012年度）
  - 大賞 - ゲイル・キャリガー〈英国パラソル奇譚〉アレクシス女史シリーズ全5巻（ハヤカワ文庫FT）
  - 大賞 - マリー・ルー『レジェンド: 伝説の闘士ジューン＆デイ』（新潮文庫）